# Les Wilson
Les Wilson   (Manchester, 10 de juliol de 1947) és un exfutbolista canadenc, anglès de naixement, de la dècada de 1960.
Pel que fa a clubs, destacà a Bristol City FC, Norwich City FC, Wolverhampton Wanderers i Vancouver Whitecaps.